# Болест на Шагас
Болест на Ша̀гас или американска трипанозома е тропическа паразитна болест, причинена от протозойни Trypanosoma cruzi. Тя се разпространява най-често от насекоми, познати като летящи дървеници. Симптомите се променят в хода на инфекцията. В ранния етап обикновено липсват симптоми или те са леки, като симптомите могат да включват: температура, подути лимфни възли, главоболие или локално подуване на мястото на ухапването. След 8 – 12 седмици заразените навлизат в хроничната фаза на заболяването, а при 60 – 70% от тях изобщо не се проявяват допълнителни симптоми. Останалите 30 до 40% от заразените развиват допълнителни симптоми от 10 до 30 години след първоначалната инфекция. Тези симптоми включват уголемяване на сърдечните камери при 20 до 30%, което води до сърдечна недостатъчност. При 10% от заразените може да настъпи и разширен хранопровод (мегаезофагус) или разширение на дебелото черво (мегаколон).
Болестта е открита от бразилския лекар и учен-бактериолог Корлош Шагаш (Шагас) (1879-1934).

## Причина и диагностика
Trypanosoma cruzi обикновено се разпространява сред хората и останалите бозайници чрез кръвосмучещи „летящи дървеници“ от подсемейство Triatominae. Тези насекоми са известни под няколко местни наименования, в това число: винчука в Аржентина, Боливия, Чили и Парагвай, барбейро (бръснар) в Бразилия, пито в Колумбия, чинче в Централна Америка и чипо във Венецуела. Болестта може също да се разпространи чрез кръвопреливане, трансплантация на органи, консумация на храна, замърсена с паразитите и от майка на ембриона. Диагностицирането в ранния етап на заболяването става чрез откриване на паразита в кръвта с помощта на микроскоп. Хроничното заразяване се диагностицира чрез откриване на антитела за Trypanosoma cruzi в кръвта.

## Превенция и лечение
Превенцията включва предимно елиминиране на летящите дървеници и избягване на ухапване от тях. Други възможни превантивни мерки са изследване на кръвта, използвана за кръвопреливания. Към 2013 г. все още не е създадена ваксина. Инфекциите на ранен етап са лечими с лекарството бензнидазол или нифуртимокс. Тези лекарства почти винаги водят до излекуване, ако се приемат в ранните етапи на болестта, но тяхната ефективност намалява с увеличаване на периода от заразяването с болестта на Ша̀гас. Когато се използват при хронично заболяване, тези лекарства могат да забавят или да попречат на развитието на симптомите в крайния етап. Бензнидазол и нифуртимокс причиняват временни странични ефекти при до 40% от пациентите, включително кожни обриви, мозъчна токсичност и дразнене на храносмилателната система.

## Епидемиология
Според изчисленията, между 7 и 8 милиона души, предимно жители на Мексико, Централна Америка и Южна Америка, страдат от болестта на Ша̀гас. Заболяването причинява около 12 500 смъртни случая годишно по данни от 2006 г. Повечето хора, които страдат от заболяването, са бедни  и освен това повечето от страдащите от заболяването не знаят, че са заразени. Мащабната миграция на населението е увеличила районите, в които се откриват случаи на болестта на Ша̀гас, като болестта се среща в много европейски държави и в Съединените американски щати. В тези райони също се наблюдава увеличение в годините до 2014. Заболяването е описано за първи път през 1909 г. от Карлос Чагас, чието име носи. Заболяването засяга над 150 вида животни.